# Cane da ferma tedesco a pelo duro
Il cane da ferma tedesco a pelo duro (Deutsch Drahthaar in tedesco) è un cane da caccia polivalente, adatto a cacciare su qualsiasi terreno, nel bosco e in acqua, sia prima che dopo lo sparo. 
Di nobile aspetto e dotato di buon carattere, è attualmente molto diffuso nel suo paese d'origine, la Germania.

## Origini
Il Deutsch Drahthaar venne selezionato da alcuni allevatori tedeschi agli inizi del XX secolo con l'obiettivo di ottenere un cane da caccia a pelo duro, vivace, intelligente, solido sotto il profilo caratteriale e versatile. La razza è sostanzialmente il risultato di incroci tra il griffone a pelo duro (Korthals) e il cane da ferma tedesco a pelo corto (Deutsch Kurzhaar), con immissione di segugi a pelo forte e, probabilmente, dell'Airedale terrier. Grazie ad un mantello funzionale e insensibile alle intemperie, e grazie alla sua versatilità, il Drahthaar si è distinto in tutte le forme di pratica venatoria, diffondendosi in maniera soddisfacente sia tra i cacciatori tedeschi che tra quelli degli altri paesi del mondo. Nel Nord America viene chiamato German Wirehaired Pointer ed è molto diffuso come cane da compagnia, e anche in Italia si sta diffondendo come cane da famiglia essendo un ottimo compagno per i bambini.

## Caratteristiche fisiche

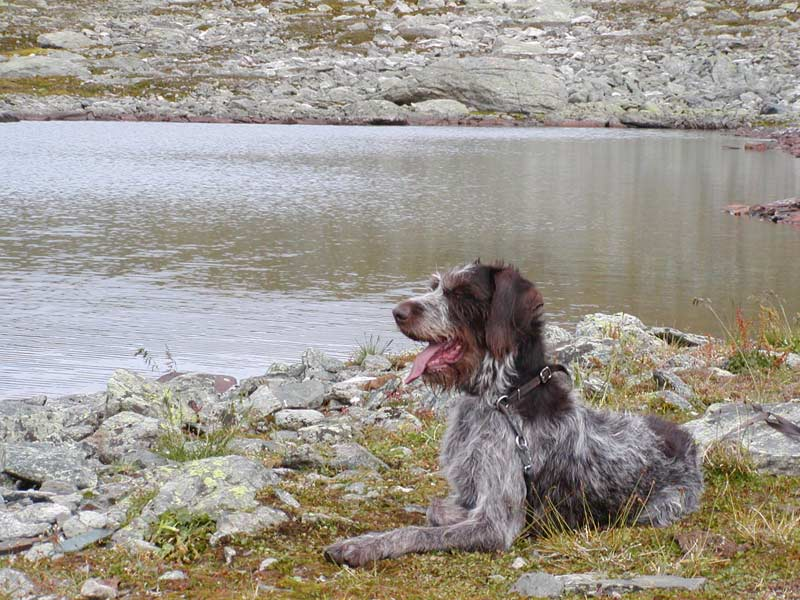
Il Drahthaar è un ottimo cacciatore su tutti i terreni ed è un grande amante dell'acqua

La testa è proporzionata, con stop ben definito e muso lungo, ampio e robusto. Il tartufo è molto pigmentato, con narici ben aperte.
Gli occhi sono particolarmente scuri, con espressione vivace e attenta. Le orecchie, di media grandezza, sono attaccate alte e non accartocciate.
Il pelo è piuttosto duro e spinoso, con sottopelo fitto ed impermeabile; il pelo sulla testa e le orecchie è più corto, ma ugualmente fitto. Il colore del mantello varia dal roano-marrone con o senza macchie e la miscela di peli neri e bianchi con o senza macchie, al marrone con o senza macchia bianca sul petto, fino al roano chiaro, ovvero una miscela di bianco dominante e peli marroni o neri. Il pelo ispido può essere accentuato o appena accennato determinando individui che pur mantenendo la caratteristica barba presentano un mantello simile al Kurzhaar che lo rende più gestibile in città e nell'ambiente famigliare.
La coda, né grossa né sottile, è portata orizzontale sopra la linea del dorso e ne è permesso il taglio nelle prime settimane di vita.

## Temperamento
Il Drahthaar è un cane solido, equilibrato, focoso e attaccatissimo al padrone. Dev'essere addestrato in maniera salda, ma non è testardo e sa rispettare la gerarchia. Ottimo per pet therapy e agility, è eccezionale per la ricerca al tartufo, ha istinto alla guardia al selvatico, alla guardia alle cose del conduttore, alla guardia al territorio, convive molto bene con altri animali e con compagni della stessa specie.
È un cane altamente energico, rustico, che avendo come antenato anche l'Airedale terrier ha istinto alla guardia. La dolcezza del carattere lo rende adatto a vivere in appartamento ed è un ottimo cane da famiglia.